# إليزابيث سمارت (مؤلفة كندية)
إليزابيث سمارت (بالإنجليزية: Elizabeth Smart) (27 ديسمبر 1913، أوتاوا في كندا - 4 مارس 1986، لندن في المملكة المتحدة)؛ كاتِبة، شاعرة وروائية كندية. درست في كلية كينجز لندن.

## روابط خارجية
- إليزابيث سمارت على موقع الموسوعة البريطانية (الإنجليزية)